# Сомо
Сомо (итал. Sommo) је насеље у Италији у округу Павија, региону Ломбардија.
Према процени из 2011. у насељу је живело 935 становника. Насеље се налази на надморској висини од 78 м.

## Становништво
Према резултатима пописа становништва 2011. у општини је живело 1.146 становника.
| 1931. | 1936. | 1951. | 1961. | 1971. | 1981. | 1991. | 2001. | 2011. |
| ----- | ----- | ----- | ----- | ----- | ----- | ----- | ----- | ----- |
| 1.635 | 1.553 | 1.520 | 1.258 | 964   | 930   | 917   | 1.034 | 1.146 |